# Walter Tysall
Walter Tysall (Birmingham, 3 aprile 1880 – Ashton-on-Ribble, 1955) è stato un ginnasta britannico.

## Palmarès

### Olimpiadi
- Argento a Londra 1908 nel concorso individuale maschile.